# 宮内洋 (野球)
宮内 洋（みやうち ひろし、1973年2月4日 - ）は、山口県防府市出身の元プロ野球選手（内野手）。

## 経歴
宇部商業では1年生の時からベンチ入りする。1988年夏の第70回全国選手権に出場。3回戦の東海大甲府戦で一死二三塁の場面で代打で起用され、バックスクリーンに史上初となる「代打逆転スリーラン」を放った。この年はベスト8まで勝ち進んだ。2年生の時は出場できなかったが、3年生の夏に4番・捕手として甲子園に戻ってきた。この年もソロホームランを放つなどして3回戦まで勝ち進んだ。高校通算49本塁打。
高校卒業後は、住友金属（和歌山市）で1年目から活躍し、1991年の都市対抗野球大会でチームはベスト4まで勝ち進み、指名打者として若獅子賞を受賞した。1996年の日本選手権では優勝に貢献し、MVPに輝く。7年間住友金属で社会人野球をプレーし、1997年度ドラフト会議を前に退社してテストを受けた横浜ベイスターズから5位指名を受け、念願のプロ入りとなった。
二軍では主軸として好成績を挙げるが一軍では活躍することができず2001年シーズン限りで引退。一軍出場試合数はわずか16試合だった。引退後は横浜の球団スタッフに転身。スコアラー、総務、編成、スカウトなどを歴任し2012年には監督付き広報を務めた。
のちに退職し一般企業に勤務。その後は富山県のクラブチーム・ロキテクノベースボールクラブでコーチを務めていた。
2017年より千葉ロッテマリーンズでスコアラーを務める。
2020年よりチーフスコアラーに昇格する。

## 詳細情報

### 年度別打撃成績
| 年 度     | 球 団     | 試 合 | 打 席 | 打 数 | 得 点 | 安 打 | 二 塁 打 | 三 塁 打 | 本 塁 打 | 塁 打 | 打 点 | 盗 塁 | 盗 塁 死 | 犠 打 | 犠 飛 | 四 球 | 敬 遠 | 死 球 | 三 振 | 併 殺 打 | 打 率 | 出 塁 率 | 長 打 率 | O P S |
| --------- | --------- | ----- | ----- | ----- | ----- | ----- | -------- | -------- | -------- | ----- | ----- | ----- | -------- | ----- | ----- | ----- | ----- | ----- | ----- | -------- | ----- | -------- | -------- | ----- |
| 2000      | 横浜      | 9     | 9     | 9     | 0     | 1     | 0        | 0        | 0        | 1     | 0     | 0     | 0        | 0     | 0     | 0     | 0     | 0     | 5     | 0        | .111  | .111     | .111     | .222  |
| 2001      | 横浜      | 7     | 7     | 6     | 0     | 0     | 0        | 0        | 0        | 0     | 0     | 0     | 0        | 0     | 0     | 0     | 0     | 1     | 0     | 0        | .000  | .143     | .000     | .143  |
| 通算：2年 | 通算：2年 | 16    | 16    | 15    | 0     | 1     | 0        | 0        | 0        | 1     | 0     | 0     | 0        | 0     | 0     | 0     | 0     | 1     | 5     | 0        | .067  | .125     | .067     | .191  |

### 記録
- 初出場：2000年6月30日、対阪神タイガース13回戦（倉敷マスカットスタジアム）、7回表に河原隆一の代打で出場
- 初安打：2000年7月1日、対阪神タイガース14回戦（阪神甲子園球場）、9回表に葛西稔から右前安打

### 背番号
- 58（1998年 - 2001年）